# Alpha and Omega
Pour l’article homonyme, voir Alpha et oméga (homonymie).
Alpha and Omega (ou Alpha & Omega) est un groupe de dub underground anglais qui se forme un peu avant 1990. Le premier album complet réalisé par le groupe, Daniel in the Lion's Den, sort en 1990. Le son d'Alpha & Omega, inspiré par la culture jamaïcaine et le dub britannique, est, comme ils le definissent, « l'expression d'une certaine spiritualité, plus profond, un appel à la méditation »[réf. nécessaire]. Composé du duo John Sprosen et Christine Woodbridge ils sont autoproduits.
Leurs influences vont du dub anglais (Jah Shaka, the Disciples, Mad Professor...) au reggae roots "classique" (Augustus Pablo, Lee Scratch Perry, Yabby You...) en passant par d'autres sources d'inspiration plus moderne (Beck, Chemical Brothers, Röyksopp...) 

## Discographie sélective
- Almighty Jah avec Dub Judah 1988
- Everyday Life 1988
- Safe in the Ark 1988
- Daniel in the Lion's Den 1990
- King and Queen 1991
- Dub-plate selection vol.1 1995
- Tree of Life 1996
- Voice in the Wilderness 199
- Dub-plate selection vol.2 1998
- The Sacred Art of Dub avec Disciples 1999
- Mystical Things 2000
- Show me a Purpose 2001
- Dub Philosophy 2001
- Serious Joke 2002
- Spirit of the Ancients 2003
- Alpha & Omega Meets Bangarang – Show Me A Purpose - Versions 2004
- Trample the Eagle, the Dragon and the Bear 2005
- City of Dub 2007
- Songs from the holy mountain 2009
- Blessed Are The Poor 2012
- The Half That's Never Been Told 2014
- The Other Half That's Never Been Told 2014
- One By One 2017